# Kirche Mierunsken
Die Kirche in Mierunsken war ein 1710 wiedererrichteter verputzter Feldsteinbau mit vorgesetztem Westturm. Bis zu ihrer Zerstörung im letzten Jahr des Zweiten Weltkrieges war sie evangelisches Gotteshaus für die im Kirchspiel des ostpreußischen Dorfes Mierunsken (1938–1945 Merunen, polnisch Mieruniszki) lebende Bevölkerung. Von dem Kirchengebäude existieren nur noch Ruinenreste. 

## Geographische Lage
Das einstige Mierunsken und heutige Mieruniszki liegt im Nordwesten der Woiwodschaft Podlachien an der polnischen Woiwodschaftsstraße 652 (der einstigen deutschen Reichsstraße 137), die Kowale Oleckie (Kowahlen, 1938–1945 Reimannswalde) mit Suwałki (Suwalken, 1941–1944 Sudauen) verbindet. Ein Bahnanschluss wie vor 1945 besteht nicht mehr.
Die Ruinenreste der Kirche befinden sich an der Seeseite der Hauptstraße mitten im Ort.

## Kirchengebäude
Bereits im Jahre 1545 wurde in Mierunsken eine evangelische Kirche genannt. Beim Tatareneinfall 1656/57 wurde die Kirche vernichtet und konnte erst in den Jahren 1695 bis 1710 neu errichtet werden. Es entstand ein Bauwerk aus verputztem Feldstein mit dreiseitigem Chor sowie Drosdower Chor an der Südseite. Die Außenmauern wurden unter dem Einfluss des niederländischen Klassizismus angegliedert.
Der dreigeschossige blendengegliederte Westturm wurde vorgelegt. Er trug ein Zeltdach mit einer Wetterfahne von 1760.
Auf der Südseite der Kirche befand sich in einer Nische mit rundbogigem Kleeblattschluss ein großes Kreuz. Der Kircheninnenraum mit Seitenemporen hatte eine flache Bretterdecke.
Die Ausstattung aus der Zeit um 1700 zeigte schmuckfreudige Volkskunst. Der dreigeschossige Altar „Danziger Barock“ wies eine gestalterische Nähe zu dem in der evangelischen Kirche in Marggrabowa (1928–1945 Treuburg, polnisch Olecko) auf. Der Altaraufsatz mit einem Kruzifix im Hauptgeschoss zeigte gut gearbeitetes Schnitzwerk. Die Kanzel – wohl aus gleicher Werkstatt wie der Altar – war mit dem Beichtstuhl vereinigt.
Das Geläut der Kirche bestand aus drei Glocken.
Im Jahr 1945, dem letzten Jahr des Zweiten Weltkrieges, in dem Jahr aber auch, in dem man eigentlich das 400-jährige Bestehen der Kirche in Mierunsken hätte feiern können, wurde das Kirchengebäude zerstört. Es existiert nur noch als Ruine, das Langhaus und der Turm sind ohne Dach und weisen nur noch die Grundmauern auf.

## Kirchengemeinde
Bald nach der im Jahre 1537 erfolgten Gründung des später größten Dorfes im Kreis Oletzko (1933–1945 Landkreis Treuburg), wurde Mierunsken ein evangelisches Kirchdorf mit einem bereits 1545 erwähnten Gotteshaus. Zu seinem Kirchspiel gehörte eine Vielzahl kleinerer Orte, Ortschaften und Wohnplätze. Seinerzeit war die Kirchengemeinde Teil der Inspektion Lyck (polnisch Ełk), bis 1945 war sie dann in den Kirchenkreis Oletzko/Treuburg in der Kirchenprovinz Ostpreußen der Evangelischen Kirche der Altpreußischen Union integriert. 
Bereits 1545 wurde ein Pfarrer in Mierunsken genannt. Die Gemeindegliederzahl wurde bis 1862 so groß, dass man einen zweiten Geistlichen einsetzte. Im Jahr 1913 schließlich wurde Sczeczinken (1916–1945 Eichhorn, polnisch Szczecinki) als selbständige Kirchengemeinde abgezweigt und mit einem eigenen Pfarrsprengel versehen. Sie blieb jedoch mit Mierunsken pfarramtlich verbunden: Der Pfarrsitz war in Mierunsken, während in Sczeczinken/Eichhorn ein Hilfsprediger seinen Dienst tat.
Im Jahr 1925 zählten die verbundenen Kirchengemeinden 5622 Gemeindeglieder, von denen 3822 im Pfarrsprengel Mierunsken und 1800 im Pfarrsprengel Eichhorn wohnten. In den Jahren 1927/28 erhielt Eichhorn ein eigenes Gotteshaus.

### Kirchspielorte
Zum Kirchspiel Mierunsken (M)/Eichhorn (E) gehörten 25 Orte, Ortschaften und Wohnplätze:
| Name                                 | Änderungsname 1938 bis 1945 | Polnischer Name |  | Name            | Änderungsname 1938 bis 1945 | Polnischer Name |
| ------------------------------------ | --------------------------- | --------------- |  | --------------- | --------------------------- | --------------- |
| Adlig Neufelde (M)                   |                             | Bialskie Pole   |  | Kolpakowo (M)   |                             | Kolpakowo       |
| *Billstein (M) (bis 1903 Bialla)     |                             | Biała Olecka    |  | *Krzysöwken (E) | (ab 1927) Kreuzdorf         | Krzyżewko       |
| *Bittkowen (M)                       | Bittkau (Ostpr.)            | Bitkowo         |  | Kujawa (M)      |                             |                 |
| *Borawsken (E)                       | Deutscheck (Ostpr.)         | Borawskie       |  | Lehnarten (M)   |                             | Lenarty         |
| Buttken (M)                          |                             | Budki           |  | *Mierunsken     | Merunen                     | Mieruniszki     |
| *Dombrowsken (E)                     | Königsruh                   | Dąbrowskie      |  | Neu Retzken (E) |                             | Nowe Raczki     |
| *Drosdowen (M)                       | (ab 1934) Drosten           | Drozdowo        |  | *Plöwken (M)    |                             | Plewki          |
| *Eichhorn (E) (bis 1916 Sczeczinken) |                             | Szczecinki      |  | Przytullen (E)  | Siebenbergen                | Przytuły        |
| *Garbassen (M)                       |                             | Garbas Drugi    |  | *Rehfeld (E)    |                             | Godziejewo      |
| Groß Retzken (E)                     |                             | Raczki Wielkie  |  | Salzwedel (M)   |                             | Drozdówko       |
| Jeworken (M)                         | Kleinplöwken                | Jaworek         |  | Schlepowen (M)  |                             | Slepowo         |
| *Judzicken (M)                       | Wiesenhöhe                  | Judziki         |  | *Urbanken (E)   |                             | Urbanki         |
| Klein Retzken (E)                    |                             | Raczki Małe     |  |                 |                             |                 |

### Pfarrer
Pfarrer der Kirchengemeinde Mierunsken und des späteren Pfarrsprengels Mierunsken waren:
| - NN., 1545 - NN., bis 1556 - Leonhard Wircinski, bis 1591 - NN., bis 1594 - Jacob Prostka - Leonhard Ossa, 1651 - Stanislaus Tarrach, 1656 - Ernst Gisewius, 1657–1700 - Christoph Bülow, 1674–1700 - Adam Gutowski, 1700–1710 - Gottfried Jordan, 1711–1733 - Melchior Adam Bannisius, 1733–1746 - Daniel Aegidii, 1747–1757 - Martin Ziewiewski, 1757–1770 - Johann Wilhelm Zaborowski, 1770–1772 | - Johann Viktor Dziobeck, 1772–1797 - Johann Reinhold Orlowius, 1797–1811 - Daniel Fr. Skrzeczka, 1811–1821 - Sigismund S. Pianka, 1821–1839 - Johann Skierlo, 1839–1847 - Leopold Wilhelm Schütz, 1847–1864 - Ed. Carl Ferd. Dziobeck, 1862–1886 - Otto Carl Jul.Meißner, 1879 - Johann Leopold H. Alexander, 1886–1930 - Georg Alfred Weinberger, 1897–1909 - Benno Kaleß, 1910–1913 - Joachim von Malm, 1930–1933 - Alfred Dukowski, 1934 - Manfred Mühle, 1935–1945 - Christian Zürcher, 1936–1939 |

Im Pfarrsprengel Sczeczinken (Eichhorn) waren als Hilfsprediger eingesetzt:
| - Bernhard Czekey, 1905–1906 - Ernst Willamowski, 1919–1920 - Heinrich Zimmermann, bis 1926 - Ernst Paul Günther, bis 1927 - Adalbert Gundel, bis 1928 - Bruno Brombach, 1932 |

### Kirchenbücher
Von den Kirchenbuchunterlagen der Pfarre Mierunsken hat sich erhalten:
- Taufen: 1919 bis 1925.